# 원소절
원소절(元宵節)은 중국을 비롯한 중화권에서 정월 보름날 즈음에 즐기는 축제다. 음력 1월 15일을 전후한 13일~14일 사이에 온 집안에 등불을 달아서 걸어두고, 식구들이 한 탁자에 빙 둘러앉아 음식(원소)을 먹으며 서로 축하하고 즐기는 민속행사다.

## 어원
원소절의 원(元)은 첫 번째로 정월을 나타내고, 소(宵)는 밤의 고어로 정월 보름날 밤이라는 뜻이다. 상원(上元), 원월(元月), 원석(元夕), 원야(元夜), 원절(元節)이라고도 하고, 등불을 내다 거는 날이라는 뜻에서 등절(燈節), 등화절(燈火節), 등롱절(燈籠節), 등석(燈夕)이라 부르기도 한다.
또한, 신해혁명으로 중화민국의 총통이 된 원세개가, 원(元)과 원(袁), 소(宵)와 소(消)가 음이 같아서 원소(袁消), 즉 ‘위안스카이를 소멸하자’는 뜻이라면서 1913년 원소절부터 원소를 탕원(湯圓)으로 부르게 했다고도 한다.
도교에서는 정월 15일은 상원절(上元節), 7월 15일은 중원절(中元節), 10월 15일은 하원절(下元節)이라고 했다. 중국 세시기에는 상원(上元), 상원절(上元節)로도 표기했다.
영어권에서는 “등 축제”라는 뜻의 랜턴 페스티벌(lantern festival)로 불린다.

## 역사
제여지란을 진압하고 나라를 평정한 한무제의 황제 즉위를 기념하여 원소절이라고 했다.
이후 당나라 때 정착되었으며, 청나라 때에 크게 유행했다.

## 축제
인물, 동물, 식물 모양 등으로 다양한 등을 파는 가게와 공연장 등이 열렸다.

### 원소 먹기
원소(元宵)는 쌀가루를 물에 이겨 둥글게 만들어 기름에 튀긴 둥근 모양의 과자로 원소절에 먹는다. 살구 씨 또는 복숭아 씨를 넣기도 한다. 소를 넣어서 만드는 등 지역마다 만드는 방법에 차이가 있지만 그 모양이 동그란것은 가정의 화목과 단란함을 상징한다.

### 등불 내걸기
등불 의식은 동한 때 명제는 정월 보름날 등불을 밝혀 불법을 표창하라는 명을 내려, 세상의 어두움을 밝히고 중생의 번뇌를 없애라고 권장하였다. 수대부터는 밝은 등롱(燈籠)을 내거는 방등(放燈)행사가 크게 유행했다. 귀신과 사악함을 물리치는 산등(散燈)행사라고도 했는데, 집집마다 작은 등잔 108개로 우물, 부엌, 대문, 방문 등에 불을 밝혔다. 이 액막이 행사에서 부자는 4일 밤을 켜놓았고, 가난한 사람들을 하룻밤만 켜놓았다고 한다.
옛날 천궁을 지키던 신조(神鳥)가 길을 잃고 세상에 내려왔다가 사냥꾼의 화살에 맞아 죽었는데, 옥황상제가 대노하여 정월 보름에 불을 질러 인간을 벌하려 하였다. 옥황상제 딸이 위험을 무릅쓰고 인간들에게 이 사실을 알려 주었는데, 한 노인의 기지로 집집마다 붉은 등롱을 내걸고 폭죽을 터뜨려 불꽃을 올려서 이미 불이 난 것처럼 보이게 한 이후로 이런 풍속이 생겨난 것이라는 설이 있다.

### 다리 밟기
주교(走橋)라고 하여 밤에 부녀자들이 모여 흰 비단옷을 입고 다리를 건너는데, ‘액을 건넌다’고 하여 허리와 다리에 모든 질병이 없어진다고 믿었다.

### 기타 행사
- 대두화상(大頭和尙) : 가면극
- 분도앙가(扮稻秧歌) : 모내기 춤
- 포죽마(跑竹馬) : 어린 아이들의 대나무타기 놀이에서 따온 연희
- 타십불한(打什不閒) : 연주하며 노래하기
- 황하구곡등(黃河九曲燈) : 좁은 길 찾기 놀이
- 반공자(盤槓子) : 철봉 놀이
- 시등(猜燈) : 수수께끼 문제 풀기 놀이로 상등(商燈)에서 유래

## 같이 보기
- 정월 대보름
- 연등회